# Dongui bogam
Le Miroir de la médecine orientale (Dongui bogam) est une encyclopédie de médecine traditionnelle coréenne, créée au XVIe siècle par Heo Jun et qui se compose de 25 volumes imprimés sur des tablettes en bois. Il a été écrit à l'origine en caractères chinois exception faite du nom des plantes également rédigé en hangeul. Il fut intégralement traduit en coréen moderne en 1971.
Il a été inclus en 2009 au registre international Mémoire du monde et en 2015 sur la liste des trésors nationaux de Corée du Sud (n°319).
Il comporte entre autres les grands principes de la médecine traditionnelle, des règles de base d'hygiène de vie, l'ensemble de la pharmacopée utilisée pour prévenir et guérir les maladies et les bases de l’acupuncture.

## Origine
Le Dongui bogam, un des grands classiques de l'histoire de la médecine orientale, a été publié et utilisé dans de nombreux pays ; notamment en Chine et au Japon, et demeure l'ouvrage de référence de ce domaine. Son classement des symptômes et des remèdes en fonction des organes humains affectés, et non selon les maladies elles-mêmes, est révolutionnaire. Cette initiative voit le jour dans le Dongui bogam et ne sera développée en Europe qu'au XXe siècle.
Les plus grands médecins de Naeuiwon (내의원, « clinique royale ») commencent à travailler sur le Dongui bogam pendant la 29e année de règne du roi Seonjo (1596). L'objectif est alors de créer un recueil de la médecine traditionnelle. Le projet, dirigé par le médecin Heo Jun, est interrompu par la seconde invasion japonaise en Corée de 1597. Le roi Seonjo ne participe pas à la concrétisation du projet, mais Heo Jun reste fidèle au poste et achèvera le travail en 1610, sous le règne de Gwanghaegun, au pouvoir depuis deux ans,.

## Le livre
Le Dongui bogam est composé de 25 volumes et rédigé de façon plus méthodique que le Hyangyak jipseongbang (향약집성방, « Compilation des prescriptions autochtones »), écrit en 1433. Il fait à la fois référence aux textes médecine coréenne traditionnelle et à ceux de Chine et liste de façon presque exhaustive les maladies connues à l’époque et leurs remèdes respectifs.

### Contenu
Le livre est divisé en cinq sections : « Naegyeongpyeon » (내경편, Médecine interne), « Oehyeongpyeon » (외형편, Médecine générale), « Japbyeongpyeon » (잡병편, Maladies diverses), « Tangaekpyeon » (탕액편, Remèdes), et enfin « Chimgupyeon » (침구편, Acupuncture),
- « Naegyeongpyeon » traite essentiellement des fonctions physiologiques du corps et des troubles liés à chaque organe. Cette section explique en détail les interactions entre les cinq organes principaux, que sont le foie, les poumons, les reins, le cœur et la rate.
- « Oehyeongpyeon » expose les différentes fonctions des parties visibles du corps humain : la peau, les muscles, les vaisseaux sanguins, les tendons et les os. On y trouve également les maladies qui y sont liées.
- « Japbyeongpyeon » traite de la façon de diagnostiquer et traiter différentes maladies et troubles comme l’anxiété, la surexcitation, la congestion cérébrale, le rhume, la nausée, l’hydropisie, la jaunisse, l'anthrax, etc. On y trouve également un chapitre sur la pédiatrie et la gynécologie.
- « Tangaekpyeon » donne des méthodes détaillées pour créer des remèdes et potions, comme la collection d’herbes et de plantes médicinales. Cette section explique également comment confectionner et utiliser les différents traitements, donner une prescription adaptée, et enfin administrer correctement le médicament. Chaque herbe médicinale est répertoriée avec des explications sur son efficacité, la période à laquelle il faut la cueillir, ainsi que le nom communément employé, pour plus de facilité.
- « Chimgupyeon » expose les différents procédés d’acupuncture utilisés pour soigner divers maux et troubles.

Le Dongui bogam présente non seulement des réalités médicales, mais propose également des valeurs philosophiques venues d’Asie de l’Est. Heo Jun souhaitait faire comprendre au lecteur que maintenir l’équilibre dans les énergies du corps humain permet de rester en bonne santé. La première page de l’ouvrage contient un schéma anatomique du corps humain, sur lequel sont représentés le ciel et la terre, deux notions clés dans la conception asiatique de la nature.

### Éditions
Plusieurs éditions coréennes et étrangères du Dongui bogam ont été recensées en plus de l’édition originale Naeuiwon. La première édition chinoise est imprimée en 1763, suivie par deux autres publications en 1796 et 1890. La première édition japonaise est quant à elle publiée en 1724, puis rééditée en 1799.

## UNESCO: «Mémoire du Monde» et controverse
En 2009, l'UNESCO décide d'ajouter le Dongui bogam à la liste du patrimoine documentaire pour sa contribution en tant que relique historique. L'encyclopédie devient alors le septième héritage culturel coréen intégré au programme de « Mémoire du Monde », malgré l'opposition de certains médecins. L'Association Médicale Coréenne (KMA) minimise l'importance du livre et insiste sur le fait qu'« il s'agit d'une simple reconnaissance de sa valeur en tant que relique historique. Il ne faut pas le considérer comme une source de la médecine traditionnelle ni le surestimer ». L'association rappelle que le livre contient quelques inepties, par exemple comment concevoir un garçon ou se rendre invisible. Ils ajoutent que le Dongui bogam a été pensé comme un artefact culturel, et non comme une science. L'Association de la Médecine Orientale Coréenne (AKOM) critique les médecins de la KMA pour leur manque de discernement quant à l'influence du Dongui bogam et de l'histoire, et précisent qu'il est nécessaire « d'hériter, mais aussi de progresser à partir de la médecine traditionnelle ».